# Fatai Ayinla
Fatai Ayinla-Adekunle (ur. 6 maja 1939 w Ibadanie, zm. 12 października 2016) – nigeryjski bokser, medalista mistrzostw świata, mistrz igrzysk Brytyjskiej Wspólnoty Narodów, dwukrotny olimpijczyk.

## Kariera sportowa
Zdobył złoty medal w wadze półciężkiej (do 81 kg) na mistrzostwach Afryki w 1966 w Lagos. Na igrzyskach Imperium Brytyjskiego i Wspólnoty Brytyjskiej w 1996 w Kingston wywalczył srebrny medal w tej kategorii wagowej, przegrywając w finale z Anglikiem Rogerem Tighe. 
Zdobył srebrny medal w kategorii półciężkiej na mistrzostwach Afryki w 1968 w Lusace. Wystąpił w tej wadze na igrzyskach olimpijskich w 1968 w Meksyku, gdzie pokonał w pierwszej walce Meksykanina Enrique Villarreala, a w ćwierćfinale przegrał z Rumunem Ionem Moneą.
Zwyciężył w wadze półciężkiej na igrzyskach Brytyjskiej Wspólnoty Narodów w 1970 w Edynburgu (pokonał w finale Olivera Wrighta z Jamajki). Zdobył srebrny medal w wadze ciężkiej (ponad 81 kg) na mistrzostwach Afryki w 1972 w Nairobi. Odpadł w pierwszej walce w tej kategorii wagowej na igrzyskach olimpijskich w 1972 w Monachium, po porażce z Kanadyjczykiem Carrollem Morganem.
Zdobył złoty medal w wadze ciężkiej na igrzyskach afrykańskich w 1973 w Lagos oraz srebrny medal w tej kategorii na igrzyskach Brytyjskiej Wspólnoty Narodów w 1974 w Christchurch.
Na pierwszych mistrzostwach świata w 1974 w Hawanie wywalczył brązowy medal w wadze ciężkiej, po wygraniu dwóch walk (w tym ćwierćfinałowej z Andrzejem Biegalskim) i porażce w półfinale z Teófilo Stevensonem z Kuby.